# Oued El Aneb
Oued El Aneb là một đô thị thuộc tỉnh Annaba, Algérie. Dân số thời điểm năm 2002 là 17.306 người.